# Борохрадек
Борохрадек (чеш. Borohrádek) град је у Чешкој Републици. Град се налази у управној јединици Краловехрадечки крај, у оквиру којег припада округу Рихнов на Књежној.

## Становништво
Према подацима о броју становника из 2014. године град је имао 2.108 становника.